# Орион (митологија)
Орион (антички грчки: Ὠρίων или Ὠαρίων; латински: Orion) био је ловац из Хирија и најљепши живи човјек, син Посејдона и Еуријале. 
Заљубио се у Меропу, кћерку Дионисовог сина Ојнопиона. Ојнопион му је обећао Меропу ако ослободи острво од звијери. Орион је то обавио, а Ојнојпион и даље није хтио да му да Меропу, под изговором да још има звијери по брдима. Орион се напио и силовао Меропу, након чега му је Ојнојпион извадио очи.
По пророчанству, човјек може да поврати свој очни вид ако окрене своје очи према Хелију у тренутку када се он диже из Океана. Орион је узео Кедалиона, ученика из Хефестове радионице, да му буде водич. Када је дошао до крајњег океана, Еоја се заљубила у њега, а њен брат Хелије му је повратио очни вид.
Пошао је на Делос да се свети Ојнојпиону, кога није нашао. У току своје потраге, срео је Артемиду, која је, као и он, вољела лов. Она га је наговорила да заборави на освету и да крене са њом у лов.
Аполон је знао да Орион није одбио Еоји љубав коју му је понудила на светом острву Делосу. Бојећи се да ће његова сестра Артемида навући на себе сумњу као Еоја, Аполон пође код Геје и испослова да чудовишна шкорпија почне да прогања Ориона. Орион је напао шкорпију стријелом и мачем, али шкорпија је била неосјетљива на сва оружја која доносе смрт. Орион је скочио у море и запливао у правцу Делоса, надајући се да ће га тамо Еоја заштитити. Аполон тада рече Артемиди: "Видиш ли онај црни предмет како поиграва на површини мора, далеко тамо, у близини Ортигије? То је глава неваљалца Кандаона, који је управо силовао Опиду, једну од твојих хиперборејских свјештеница. Чикам те да га умириш својом стријелом! Кандаон је био бојоћански надимак за Ориона, али Артемида то није знала. Она погоди Ориона у главу. Видјевши кога је погодила, била је скрхана великим болом. Тада Артемида постави Орионов лик међу звијезде, тако да га вјечно прогања шкорпион. Његов дух сишао је у Асфоделска поља.

## Легенде

### Хомер и Хесиод
Орион се помиње у најстаријим сачуваним делима грчке књижевности, која вероватно датирају из 7. или 8. века пре нове ере, али су производ усмене традиције која потиче од неколико векова раније. У Хомеровој Илијади Орион је описан као сазвежђе, а звезда Сиријус се помиње као његов пас. У Одисеји, Орион је у суштини врхунац људске изврсности у лову: Одисеј га види како лови у подземном свету са бронзаном батином, великим убицом животиња. У неким легендама Орион тврди да је у стању да лови било коју животињу која постоји. Помиње се и као сазвежђе, као љубавник Богиње Зоре, као убијен од Артемиде, и као најзгоднији међу рођеним на Земљи. У Хесиодовим Делима и данима Орион је такође сазвежђе, чији се излазак и залазак са сунцем користи за рачунање године.
Легенда о Ориону је први пут у потпуности испричана у једном изгубљеном делу Хезиода, вероватно у Астрономији (једноставне референце на 'Хесиода' у наставку ће се односити на изгубљени текст из Астрономије, осим ако није другачије наведено). Ова верзија је позната кроз Ератостенов рад о сазвежђима, који даје прилично дуг резиме Хесиодове епизоде о Ориону. Према овој верзији, Орион је вероватно био син бога мора Посејдона и Еуријале, ћерке Миноса, краља Крита. Орион је могао да хода по таласима због свог оца; отишао је до острва Хиос где се напио и силовао Меропу, ћерку Енопиона, тамошњег владара. У знак освете, Енопион је ослепео Ориона и отерао га. Орион је дотетурао до Лемноса где је Хефест — бог-ковач — имао своју ковачницу. Хефест је рекао свом слузи, Цедалиону, да одведе Ориона на крајњи исток где га је Хелиос, Сунце, излечио; Орион је носио Цедалиона на својим раменима. Орион се вратио на Хиос да казни Енопиона, али се краљ сакрио у подземље и избегао Орионов гнев. Следеће путовање Ориона га је одвело на Крит где је ловио са богињом Артемидом и њеном мајком Лето, и током лова претио да ће побити сваку звер на Земљи. Геја (у неким верзијама Аполон, не одобравајући везу своје сестре са мушкарцем) се успротивила и послала џиновског шкорпиона да убије Ориона. Створење је успело, а након његове смрти, богиње су замолиле Зевса да Ориона постави међу сазвежђа. Зевс је пристао и, као спомен на смрт јунака, додао је и Шкорпиона на небо.

### Други извори
Иако Орион има неколико редова у Хомеровим песмама и у Делима и данима, већина прича о њему забележена је у успутним алузијама и у прилично нејасним каснијим списима. Ниједан велики песник није стандардизовао легенду. Древни извори за Орионову легенду су углавном белешке на маргинама античких песника (шолија) или компилације каснијих научника, што је еквивалент савременим референтним делима или енциклопедијама; чак и легенда из Хесиодове Астрономије опстаје само у једној таквој компилацији. У неколико случајева, укључујући преглед Астрономије, иако сачувано дело носи име познатог научника, као што су Аполодор из Атине, Ератостен или Гај Јулије Хигин, оно што је преживело је или древни фалсификат или скраћеница оригиналне компилације од каснијег писца сумњиве компетенције; уредници ових текстова сугеришу да су можда носили имена великих научника јер су то биле скраћенице, или чак белешке ученика, засноване на радовима научника.
На маргини примерка Илијаде царице Јевдокије налази се белешка која резимира хеленистичког песника који прича другачију причу о Орионовом рођењу. Овде богови Зевс, Хермес и Посејдон долазе да посете Хиријеја из Танагре, који им испече целог бика. Када му понуде услугу, он тражи рођење синова. Богови узимају бикову кожу и уринирају у њу и закопавају је у земљу, а затим му кажу да је ископа десет месеци касније. Када то уради, нађе Ориона; ово објашњава зашто је Орион рођен на Земљи.
Друга потпуна прича (чак и краћа од Хесиодовог сажетка) налази се у збирци митова из римског доба; извештај о Ориону се углавном заснива на атинском митологу и песнику Ферекиду. Овде је Орион описан као рођен на Земљи и огромног раста. Ова верзија такође помиње Посејдона и Еуријала као његове родитеље. То додаје први брак са Сидом пре његовог брака са Меропом. О Сиди се зна само да ју је Хера бацила у Хад, јер јој је парирала у лепоти. Такође даје другачију верзију Орионове смрти од Илијаде: Еос, Зора, се заљубила у Ориона и одвела га на Делос где га је Артемида убила.
Друга прича о сазвежђима, дуга три пасуса, је од латинског писца чије су кратке белешке дошле до нас под именом Хигина. Почиње причом о Орионовом рођењу о волујској кожи, коју овај извор приписује Калимаху и Аристомаху, и одређује локацију у Теби или Хиосу. Хигинус има две верзије. У једној од њих он изоставља Посејдона; модерни критичар сугерише да је ово оригинална верзија.

## Култно и народно уважавање
У старој Грчкој, Орион је имао култ хероја у региону Беотије. Број места повезаних са његовим рођењем сугерише да је оно било широко распрострањено. Хирија, најчешће спомињана, била је на територији Танагре. Прослава Ориона је одржавана у Танагри још у Римском царству. Имали су Орионову гробницу највероватније у подножју планине Цериције (сада планина Танагра). Морис Бовра тврди да је Орион био национални херој Беотаца, баш као што су Кастор и Полукс били за Доријанце. Ову тврдњу заснива на атинском епиграму о бици код Коронеје у којој је један херој дао Беотијској војсци пророчиште, а затим се борио на њиховој страни и победио Атињане.
Беотијска школа епске поезије углавном се бавила генеалогијама богова и хероја; каснији писци су разрадили ову мрежу. Неколико других митова је везано за Ориона на овај начин: фрагмент папируса беотског песника Корине даје Ориону педесет синова (традиционални број). Ово је укључивало и пророчког хероја Акрефену, која је у песми, дала одговор Асопу у вези са Асоповим кћерима које су отели богови. Корина је певала како Орион осваја и назива сву земљу зоре. Бовра тврди да се веровало да је Орион такође испоручио пророчишта, вероватно у другом светилишту. Хигин каже да је Хилова мајка била Менодика, ћерка Ориона. Други митограф, Либералис, говори о Менипи и Метиохи, Орионовим кћерима, које су се жртвовале за добро своје земље и претворене у комете.

## Реферфендце
1. ↑  The Latin transliteration Oarion of Ὠαρίων is found, but is quite rare.
2. ↑  Il.Σ 486–489, on the shield of Achilles, and Χ 29, respectively.
3. ↑  λ 572–577 (as a hunter); ε 273–275, as a constellation (= Σ 487–489); ε 121–124; λ 572–77; λ 309–310; Rose (A Handbook, p. 117) notes that Homer never identifies the hunter and the constellation, and suggests that they were not originally the same.
4. ↑  ll. 598, 623
5. ↑  Eratosthenes, Catasterismi; translation in   - Evelyn-White, Hugh G. (1914). Hesiod, the Homeric Hymns, and Homerica by Hesiod на пројекту Гутенберг. Whether these works are actually by Hesiod and Eratosthenes themselves is doubtful; pseudo-Eratosthenes does not specify the work of Hesiod he is summarizing, but the modern assumption that it is the same work which other authors call the Astronomy is not particularly controversial. It is certainly neither the Theogony nor the Works and Days.
6. ↑  The summary of Hesiod simply says Euryale, but there is no reason to conflate her with Euryale the Gorgon, or to Euryale the Amazon of Gaius Valerius Flaccus; other ancient sources say explicitly Euryale, daughter of Minos.
7. ↑  Apparently unrelated to the Merope who was one of the Pleiades.
8. ↑  Scorpion is here a type of creature, Greek σκορπίος, not a proper name. The constellation is called Scorpius in astronomy; colloquially, Scorpio, like the related astrological sign – both are Latin forms of the Greek word. Cicero used Nepa, the older Latin word for "scorpion". See Kubiak's paper in the bibliography.
9. ↑  Rose, A Handbook, p. 116–117
10. ↑  Oxford Classical Dictionary. Under "Apollodorus of Athens (6)" it describes the Bibliotheca as an uncritical forgery some centuries later than Apollodorus; it distinguishes "Hyginus (4)", the author of the Fabulae and Astronomy, from "Hyginus (1)", (C. Julius) adding of the former that the "absurdities" of this "abbreviated" compilation are "partly due to its compiler's ignorance of Greek". Under "Eratosthenes", it dismisses the surviving Catasterismi as pseudo-Eratosthenic. See Frazer's Loeb Apollodorus, and Condos's translation of the other two (as Star myths of the Greeks and Romans Phanes, (1997)  1-890482-92-7) for the editorial opinions.
11. ↑  Euphorion of Chalcis, who wrote in the 2nd century BC. The MS is Allen's Venetus A, scholion to Σ 486 Dindorf Scholia in Iliadem II, 171, l.7–20; Erbse's Scholia at line cited (Vol.4).
12. ↑  The ancient sources for this story all phrase it so that this could be either a bull or a cow; translations vary, although "bull" may be more common. A bull would be an appropriate sacrifice to male gods.
13. ↑  Both are represented by the same Greek participle, ourion, thus explaining Orion's name; the version that has come down to us as [Pseudo]-Palaephatus, On Unbelievable Tales §51 uses apespermenan ("to spread seed") and ourēsai (the infinitive of ourion) in different sentences. The Latin translations by Hyginus are ambiguous. Ejaculation of semen is the more obvious interpretation here, and Kerenyi assumes it; but John Peter Oleson argued, in the note to p. 28 of „"A Possible Physiological Basis for the Term urinator, 'diver'"”. JSTOR 294109. (The American Journal of Philology, Vol. 97, No. 1. (Spring, 1976), pp. 22–29) that urination is intended here; Robert Graves compares this to an African raincharm including urination, as mentioned below.
14. ↑  Literally, lunations; the Greeks spoke of ten lunations as the normal term for pregnancy
15. ↑  Cuenca, Luis Alberto de (1976). Euforion de Calcis; Fragmentos y Epigramas (на језику: шпански). Madrid: Fundación Pastor de Estudios Clasicos. стр. 254—255. ISBN 978-84-400-1962-2.
16. ↑  The Bibliotheke 1.4.3–1.4.5. This book has come down to us with the name of Apollodorus of Athens, but this is almost certainly wrong. Pherecydes fr. 52 Jacoby, from Fontenrose, Orion, p. 6.
17. ↑  "Hyginus", de Astronomia 2.34; a shorter recension in his Fabulae 195. Paragraphing according to Ghislane Viré's 1992 Teubner edition. Modern scholarship holds that these are not the original work of Hyginus either, but latter condensations: a teacher's, possibly a student's, notes.
18. ↑  Aristomachus of Soli wrote on bee-keeping (Oxford Classical Dictionary: "Bee-keeping").
19. ↑  In the Astronomia; the Fabulae have Poseidon.
20. ↑  Fontenrose, Orion.
21. ↑  A birth story is often a claim to the hero by a local shrine; a tomb of a hero is a place of veneration.
22. ↑   Knoeplfer, Denis. „Épigraphie et histoire des cités grecques-Pausanias en Béotie (suite) : Thèbes et Tanagra” (PDF). Архивирано из оригинала (PDF) 2007-09-27. г. (834 KB). Collège de France, following Louis Robert's explanation of a Roman-era inscription. Retrieved on 2007-07-26.
23. ↑  Pausanias, 9.20.3
24. ↑  Roller, Duane W. (април 1974). „A New Map of Tanagra”. American Journal of Archaeology. Archaeological Institute of America. 78 (2): 152—156. JSTOR 502800. doi:10.2307/502800.
25. ↑  Pausanias makes a practice of discussing places in geographical order, like a modern tour guide, and he puts Cerycius next after the tomb in his list of the sights of Tanagra.
26. ↑  Bowra, Cecil Maurice (април 1938). „The Epigram on the Fallen of Coronea”. The Classical Quarterly. 32 (2): 80—88. JSTOR 636730. S2CID 170510119. doi:10.1017/S0009838800017845.
27. ↑  Loeb edition of Hesiod, introduction.
28. ↑  Herbert Weir Smyth (Greek Melic Poets, p. 68 and notes on 338–339) doubts the interpretation, which comes down from antiquity, that this is Hyria, which Orion named Ouria after himself.
29. ↑  Bowra, стр. 84–85
30. ↑  Powell, J. U. (септембар 1908). „Review: Berliner Klassikertexte, Heft V”. The Classical Review. 22 (6): 175—178. S2CID 161818570. doi:10.1017/s0009840x00001840.
31. ↑  Graves, Greek Myths, §143a, citing Hyginus, Fabulae 14.
32. ↑  Antoninus Liberalis, Metamorphoses §25.